# حميد ألتينتوب
حميد ألتينتوب (بالتركية: Hamit Altıntop)‏ هو لاعب كرة قدم تركي، ومحترف في الدوري التركي مع نادي غلطة سراي حيث قدم إليه من نادي ريال مدريد الأسباني في صفقة انتقال قدرت بثلاثة ملايين ونص في صيف 2011. يستطيع حميد اللعب في أكثر من مركز وأكثر من موقع على أرض الملعب.
حصل حميد ألتينتوب على جائزة بوشكاش لأجمل هدف سنة 2010 وذلك بهدفه على منتخب كازاخستان.

## مسيرته مع الاندية
- فاتنسخايد 09: 2000-2003
- شالكه 04: 2003-2007
- بايرن ميونيخ: 2007-2011
- ريال مدريد: 2011- 2012
- نادي غلطة سراي: 2012-الآن

## مسيرته الدولية
أول مباراة دوليه للاعب كانت بتاريخ 2004-2-18 وكانت ضد منتخب الدنمارك لكرة القدم

## روابط خارجية
- حميد ألتينتوب على موقع IMDb (الإنجليزية)
- حميد ألتينتوب على موقع الاتحاد الدولي (مؤرشف)  (الإنجليزية)
- حميد ألتينتوب على موقع الاتحاد الأوربي (الإنجليزية)
- حميد ألتينتوب على موقع اتحاد تركيا (لاعب) (الإنجليزية)
- حميد ألتينتوب على موقع قاعدة بيانات كرة القدم.إي يو (الإنجليزية)
- حميد ألتينتوب على موقع بيانات كرة القدم. دي إي (الألمانية)
- حميد ألتينتوب على موقع ليكيب (الفرنسية)
- حميد ألتينتوب على موقع ناشيونال فوتبول تيمز (الإنجليزية)
- حميد ألتينتوب على موقع Soccerbase.com (لاعب) (الإنجليزية)
- حميد ألتينتوب على موقع Soccerway.com (الإنجليزية)
- حميد ألتينتوب على موقع عالم كرة القدم.نت (الإنجليزية)